# Roger Stott
Pour les articles homonymes, voir Stott.
Roger Stott, (7 août 1943 - 9 août 1999) est un politicien du parti travailliste britannique.

## Biographie
Stott est né à Rochdale, le premier enfant de Richard et Edith Stott. Il est d'origine écossaise. Il fréquente l'école de Rochdale et à l'âge de 15 ans, il rejoint la marine marchande. Il travaille ensuite comme ingénieur pour la poste et devient conseiller local du Parti travailliste à Rochdale, où il est président du comité du logement. Il épouse Irene Mills le 17 juin 1969, dont il a deux fils Andrew (1970) et Joe (Stott) Mills (1972). Le mariage prend fin en 1982 et il s'est remarié avec une enseignante Gillian Pye le 30 mars 1985 et a plus tard deux enfants Daniel et Ciara.

## Carrière politique
Stott représente la région du Nord-Ouest au Comité national des jeunes socialistes du Parti travailliste en 1969, à la suite de Peter Kent. Il se présente à Cheadle en 1970, arrivant troisième.
Stott est élu pour la première fois à la Chambre des communes en tant que député de Westhoughton lors d'une élection partielle en 1973, à la suite du décès du député travailliste Tom Price. Il est parrainé par le Post Office Engineering Union (POEU). Il occupe ce siège lors de trois élections générales suivantes avant que la circonscription ne soit abolie pour les élections générales de 1983.
Il est ensuite élu député de la circonscription de Wigan dans le Grand Manchester et occupe ce siège aux trois élections générales suivantes.
Stott est longtemps coprésident du Conseil pour l'avancement de la compréhension arabo-britannique et est secrétaire parlementaire privé de James Callaghan pendant qu'il est Premier ministre. Il sert ensuite comme porte-parole junior de l'opposition.
Stott est décédé d'un Cancer du foie le lundi 9 août 1999, deux jours après son 56e anniversaire.